# Pandanus copelandii
Pandanus copelandii är en enhjärtbladig växtart som beskrevs av Elmer Drew Merrill. Pandanus copelandii ingår i släktet Pandanus och familjen Pandanaceae.
Artens utbredningsområde är Filippinerna. Inga underarter finns listade.